# Myriam Cyr
Myriam Cyr (* 1960) je kanadská herečka a spisovatelka.

## Filmografie
V roce 1986 hrála postavu Claire Clairmont v horrorovém filmu Noc hrůzy, roku 1996 pak postavu Ultra Violet v dramatu Střelila jsem Andyho Warhola. Později hrála ještě v dalších filmech, jako například Mutant 2 (1998) nebo Kill by Inches (1999).

## Kniha
V roce 2006 vydala svou první knihu Letters of a Portuguese Nun.